# Santiago Tepatlaxco
Santiago Tepatlaxco es uno de los seis pueblos del municipio de Naucalpan de Juárez en el Estado de México, México. Con ubicación sobre la Sierra de Monte Alto, es uno de los poblados más antiguos de ese municipio y de la región solo por detrás de San Francisco Chimalpa , Huixquilucan y Cahuacán. Es el pueblo más rural y la colonia más pobre del municipio. Tepatlaxco es una palabra en náhuatl que quiere decir «lllano donde abunda el pedregal». El santo patrón es Santiago el Mayor.

## Colindancias
Tepatlaxco está ubicado al norte del Monte de las Cruces en la Sierra de Monte Alto, por lo que al norte esta el municipio de Jilotzingo, especialmente el pueblo de Espíritu Santo, al sur el pueblo de San Francisco Chimalpa, al este con la colonia Rincón Verde y El Tejocote mientras al poniente tiene al pueblo de San Luis Ayucan de Jilotzingo.

## Localidades
Tepatlaxco está dividido en barrios o colonias las cuales este poblado es el centro de todas estas localidades las cuales son:
1. La Rosa
2. Las Arenillas
3. El Chabacano
4. El Cobradero
5. El Tejocote
6. La Alameda

## Transportes
Hay transporte público que sube al pueblo desde vagoneta hasta microbuses que van al pueblo o lo cruzan para ir a Jilotzingo los cuales arriban desde Naucalpan de Juárez hasta el mexipuerto de Toreo.